# Número áureo (astronomía)

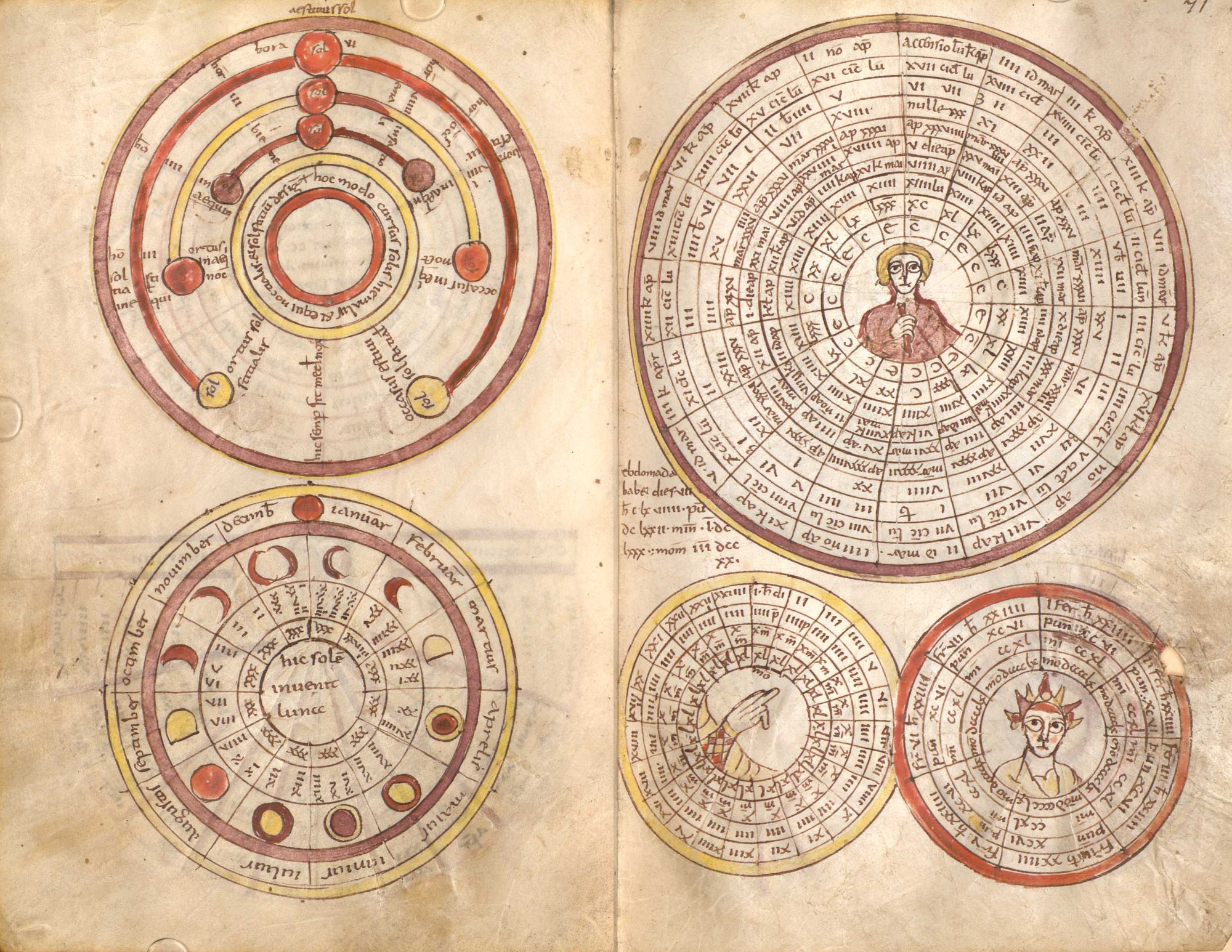
Diagramas medievales para el cálculo de número áureo

En astronomía, se llama número áureo, al rango que tiene un año determinado en el ciclo metónico, que se repite cada 19 años y permite hacer coincidir (con un par de horas de error) los ciclos de la luna con los ciclos solares. Hay 19 números áureos (del 1 al 19) y cada año tiene su número áureo asociado.
Este período de 19 años o ciclo metónico, descubierto por el astrónomo griego Metón de Atenas, fue revelado el 432 a. C. en los Juegos Olímpicos, y los atenienses, conscientes de la importancia de este descubrimiento para mejorar la sincronización del tiempo, grabaron este ciclo en letras de oro en el templo dedicado a Minerva. De ahí la palabra "número de oro" o "número áureo" para describir el rango de un año dentro del ciclo de Metón y, por extensión, el mismo ciclo.

## Cálculo del número áureo
El número áureo se calcula de la siguiente manera (se trata de un cálculo módulo 19):

- Se divide el año por 19 (por ejemplo, el año 2008, 2008/19 = 105,68 que truncan en 105);
- Se coge el residuo de la división anterior (105 × 19 = 1995 restado de 2008, nos queda un residuo de 13 años);
- Se suma 1 (13+1 = 14): en 2008 tiene pues un número áureo 14.

Que corresponde a la fórmula: año (módulo 19)+1.
Esta regla será válida hasta que el ciclo metónico de 19 años, que es ligeramente más largo de la cuenta (casi una hora y media), no sea ajustado para reflejar su avance, que al cabo de 16 ciclos (304 años) será de casi un día, de acuerdo con las observaciones actuales del ciclo lunar.

## Desfase y opciones para corregirlo
Se han propuesto dos opciones para corregir el desfase del ciclo:
- No tocar ni el ciclo metónico tradicional ni el cálculo del número áureo en sí mismo, sino introducir un nuevo ciclo que aporte los días adicionales de corrección lunar que habrá que aplicar a cada grupo de 16 ciclos.
- Cambiar la fórmula de cálculo del número áureo.